# Vaux-sur-Seine
Vaux-sur-Seine és un municipi francès, situat al departament d'Yvelines i a la regió de Illa de França. L'any 2007 tenia 4.800 habitants.
Forma part del Cantó de Les Mureaux, del districte de Rambouillet i de la Comunitat urbana Grand Paris Seine et Oise.

## Demografia

### Població
El 2007 la població de fet de Vaux-sur-Seine era de 4.800 persones. Hi havia 1.692 famílies, de les quals 356 eren unipersonals (168 homes vivint sols i 188 dones vivint soles), 444 parelles sense fills, 728 parelles amb fills i 164 famílies monoparentals amb fills.
La població ha evolucionat segons el següent gràfic:
Habitants censats

### Habitatges
El 2007 hi havia 1.878 habitatges, 1.718 eren l'habitatge principal de la família, 73 eren segones residències i 87 estaven desocupats. 1.513 eren cases i 338 eren apartaments. Dels 1.718 habitatges principals, 1.332 estaven ocupats pels seus propietaris, 333 estaven llogats i ocupats pels llogaters i 53 estaven cedits a títol gratuït; 51 tenien una cambra, 172 en tenien dues, 244 en tenien tres, 344 en tenien quatre i 907 en tenien cinc o més. 1.236 habitatges disposaven pel capbaix d'una plaça de pàrquing. A 693 habitatges hi havia un automòbil i a 852 n'hi havia dos o més.

### Piràmide de població
La piràmide de població per edats i sexe el 2009 era:
| Homes | Edats   | Dones |
| ----- | ------- | ----- |
| 1     | 95 o +  | 9     |
| 8     | 90 a 94 | 27    |
| 7     | 85 a 89 | 57    |
| 6     | 80 a 84 | 24    |
| 50    | 75 a 79 | 44    |
| 52    | 70 a 74 | 47    |
| 94    | 65 a 69 | 95    |
| 94    | 60 a 64 | 111   |
| 143   | 55 a 59 | 102   |
| 169   | 50 a 54 | 183   |
| 171   | 45 a 49 | 186   |
| 189   | 40 a 44 | 198   |
| 138   | 35 a 39 | 137   |
| 136   | 30 a 34 | 180   |
| 148   | 25 a 29 | 105   |
| 108   | 20 a 24 | 103   |
| 132   | 15 a 19 | 125   |
| 204   | 10 a 14 | 146   |
| 186   | 5 a 9   | 205   |
| 120   | 0 a 4   | 118   |

## Economia
El 2007 la població en edat de treballar era de 3.226 persones, 2.307 eren actives i 919 eren inactives. De les 2.307 persones actives 2.114 estaven ocupades (1.123 homes i 991 dones) i 193 estaven aturades (98 homes i 95 dones). De les 919 persones inactives 258 estaven jubilades, 401 estaven estudiant i 260 estaven classificades com a «altres inactius».

### Ingressos
El 2009 a Vaux-sur-Seine hi havia 1.677 unitats fiscals que integraven 4.640 persones, la mediana anual d'ingressos fiscals per persona era de 24.842 €.

### Activitats econòmiques
Dels 185 establiments que hi havia el 2007, 2 eren d'empreses extractives, 3 d'empreses alimentàries, 4 d'empreses de fabricació d'altres productes industrials, 41 d'empreses de construcció, 34 d'empreses de comerç i reparació d'automòbils, 7 d'empreses de transport, 6 d'empreses d'hostatgeria i restauració, 7 d'empreses d'informació i comunicació, 4 d'empreses financeres, 10 d'empreses immobiliàries, 40 d'empreses de serveis, 15 d'entitats de l'administració pública i 12 d'empreses classificades com a «altres activitats de serveis».
Dels 48 establiments de servei als particulars que hi havia el 2009, 1 era una oficina de correu, 5 tallers de reparació d'automòbils i de material agrícola, 1 autoescola, 9 paletes, 3 guixaires pintors, 5 fusteries, 6 lampisteries, 5 electricistes, 5 empreses de construcció, 2 perruqueries, 1 restaurant, 4 agències immobiliàries i 1 saló de bellesa.
Dels 8 establiments comercials que hi havia el 2009, 1 era una gran superfície de material de bricolatge, 2 fleques, 1 una llibreria, 1 una botiga de mobles i 3 floristeries.

## Equipaments sanitaris i escolars
Els 3 equipaments sanitaris que hi havia el 2009 eren farmàcies.
El 2009 hi havia 1 escola maternal i 1 escola elemental.

## Poblacions més properes
El següent diagrama mostra les poblacions més properes.